# Immanuëlkerk (Maastricht)
De Immanuëlkerk is het kerkgebouw van de pinkstergemeente in de Nederlandse stad Maastricht. Het gebouw aan de Brusselseweg 500 in Maastricht-Noordwest is een gemeentelijk monument.

## Geschiedenis
De Maastrichtse Pinkstergemeente 'Immanuelkerk' komt voort uit de in 1959 opgerichte pinkstergemeente te Hoensbroek en startte in 1972 als zelfstandige geloofsgemeenschap. In eerste instantie werd er in een huiselijke setting samenkomsten gehouden.
In 1973 werd de gemeenschap officieel ingeschreven als kerkgenootschap Volle Evangelie Pinkstergemeente Immanuel. Men kerkte aanvankelijk in het toenmalige buurthuis "Het Ruweel" in de wijk Malberg.
In 1979 verhuisde men naar de lagere school "Het Vendeleerke", aan het Vendelplein, eveneens in Malberg.
In 1981 verhuisde men naar een voormalig winkelpand aan Brusselsestraat 107. Dit pand had brandschade vanwege een uitslaande brand en werd daardoor aangeboden op de woningmarkt.
In 1986 werd de voormalige mytylschool "Sint-Rafaël" aan de Brusselseweg 500 aangekocht.
In 1994 werd daar een nieuwe kerkzaal voor 400 personen in gebruik genomen. Tijdens deze officiële opening was raadslid Armand Cremers aanwezig namens de gemeente Maastricht. De openingshandeling werd verricht door Mw. E. Molensky-Kempees en Mw. D. Furrer-Tibojong.
* betekent: niet langer in gebruik voor religieuze doeleinden; ** betekent: (deels) gesloopt, verdwenen